# 高槻市立天神山図書館
高槻市立天神山図書館（たかつきしりつてんじんやまとしょかん）は、大阪府高槻市にあった図書館。

## 概要
- 1968年に「高槻市立図書館」として開館以来長らく高槻市唯一の図書館であった。
- バーコード式の貸出カードで本を借りられる。
- 移動図書館「きぼう号」を管理している館である。
- 建物の老朽化などにより、2013年3月をもって閉館となった。
- 閉館後は高槻市立中央図書館の運営下となり、子ども読書支援センター天神山書庫・配送センターとして利用されている[1]。

## 開館時間
- 水･金 10:00～19:00
- 火･木･土･日･祝日 10:00～17:30

### 休館日
- 月曜、第2木曜、第5日曜、年末年始、特別整理期間

## 交通
- 高槻市営バス下天神バス停すぐ
- JR高槻駅から北へ徒歩15分